# Мальта на летних Олимпийских играх 1980
Мальта принимала участие в Летних Олимпийских играх 1980 года в Москве (СССР), но не завоевала ни одной медали.

## Результаты

### Велоспорт
| Спортсмен                                                    | Дисциплина      | Место |
| ------------------------------------------------------------ | --------------- | ----- |
| Дзозеф Фарругия                                              | групповая гонка | DNF   |
| Кармель Мускат                                               | групповая гонка | DNF   |
| Альфред Тонна                                                | групповая гонка | DNF   |
| Альберт Микалеф                                              | групповая гонка | DNF   |
| Дзозеф Фарругия Кармель Мускат Альфред Тонна Альберт Микалеф | командная гонка | 20    |

### Стрельба
| Спортсмен     | Дисциплина | Очки | Место |
| ------------- | ---------- | ---- | ----- |
| Ларри Велла   | трап       | 189  | 11    |
| Франс Четкути | трап       | 179  | 28    |

### Стрельба из лука
Мужчины
| Спортсмен    | Очки | Место |
| ------------ | ---- | ----- |
| Лео Портелли | 1807 | 38    |

Женщины
| Спортсменка  | Очки | Место |
| ------------ | ---- | ----- |
| Джоанна Агуа | 2119 | 28    |